# De Bende van Jan de Lichte (televisieserie)
De Bende van Jan de Lichte is een tiendelige Vlaamse televisieserie uit 2018 (in oktober dat jaar vertoond op Film Fest Gent) onder regie van Robin Pront en Maarten Moerkerke. De serie werd eerst ter beschikking gesteld aan klanten van Proximus en was vanaf 2 januari 2020 wereldwijd op Netflix te zien (uitgezonderd in België). De uitzendingen op vtm stonden oorspronkelijk gepland voor 2018 maar werden meermaals uitgesteld, de serie was een van de lanceertitels van de Vlaamse streamingdienst Streamz op 3 september 2020 en ging uiteindelijk op 17 oktober 2021 in première bij vtm. Op 1 januari 2022 verscheen de serie ook voor Belgen op Netflix.
De historische kostuumserie is gebaseerd op het leven van de 18e-eeuwse Zuid-Nederlandse bendeleider Jan de Lichte en de interpretatie daarvan in de roman De bende van Jan de Lichte van Louis Paul Boon uit 1957. In de serie wordt Jan de Lichte niet zomaar een bandiet maar ook een idealist, een voorvechter van de klassenlozen tegen de gevestigde orde, een Robin Hood van Aalst, zoals in het boek van Louis Paul Boon. Deze geromantiseerde versie werd voor een televisieserie aangepast met een scenario van Christophe Dirickx en Benjamin Sprengers.
De opnames liepen in de herfst van 2016 en de winter en lente van 2017. Er werd veel gefilmd in het Kluisbos in Kluisbergen maar ook enkele dagen in maart 2017 op de Grote Markt van Veurne en in Wulveringem aan het kasteel van Beauvoorde. Verder werd er nog gefilmd aan de Hasselbroekstraat en Kasteelstraat in Gingelom, aan het Kasteel van Poeke, in het Provinciaal Domein Bokrijk, het Gentse Gravensteen en de Lommelse Sahara. De scènes aan de stadspoort werden gefilmd aan het Kasteel van Corroy-le-Château.

## Verhaal
Jan de Lichte keert terug naar Aalst, na desertie uit het Oostenrijkse leger. Zijn ouders leven niet meer, al zijn vrienden zijn gevlucht naar een kamp in het bos.
Jan de Lichte teisterde tijdens de Oostenrijkse Successieoorlog van 1740 tot zijn dood in 1748 de streek van Aalst. Hij vecht met zijn rechterhand Tincke, de oorspronkelijke leider van de roversbende, maar ook met De Schoen, Meyvis en Vagenende tegen de Franse bezetters en steelt van de rijken om de klassenlozen te doen overleven. In het kamp in het bos woont ook Héloïse, de grote liefde van Jan de Lichte. Na gevangen genomen te zijn door de Fransen en baljuw Baru werd Jan de Lichte op een karrenwiel geradbraakt op de markt van Aalst.

## Rolverdeling
| Acteur                    | Personage                        |
| ------------------------- | -------------------------------- |
| Matteo Simoni             | Jan de Lichte                    |
| Stef Aerts                | Francis Tincke                   |
| Charlotte Timmers         | Héloïse Embo                     |
| Tom Van Dijck             | baljuw Jean-Philippe Baru        |
| Dirk Roofthooft           | burgemeester Jean-Joseph Coffijn |
| Anne-Laure Vandeputte     | Anne-Marie Mestdagh              |
| Anemone Valcke            | De Schoen                        |
| Rik Willems               | Meyvis                           |
| Tibo Vandenborre          | De Spanjol                       |
| Jeroen Perceval           | De Schele                        |
| Manou Kersting            | Sproetje                         |
| Mark Verstraete           | IJzeren Simon                    |
| Iwein Segers              | Vagenende                        |
| Bruno Vanden Broecke      | Benoît Van Gelderhode            |
| Patricia Goemaere         | mevr. Van Gelderhode             |
| Rik Verheye               | Nicolaï Van Gelderhode           |
| Inge Paulussen            | Magda De Wispelaere              |
| Mathijs Scheepers         | stadswachter Goorissen           |
| Arnaud Lorent             | Le Houck                         |
| Peter Gorissen            | deken Pycke                      |
| Peter De Graef            | Michel Embo                      |
| Greet Verstraete          | Minna                            |
| Sofie De Brée             | Marieke                          |
| Ruth Beeckmans            | Judoca                           |
| Sara De Bosschere         | prostituee                       |
| Michael Vergauwen         | Urkens senior                    |
| Damiaan De Schrijver      | schatbewaarder Rademaeckers      |
| Ludo Hoogmartens          | notaris Woeste                   |
| Bart Hollanders           | Stanislas                        |
| Tom Vermeir               | beul De Poelier                  |
| Annabelle Vanhecke        | Isabelle Mestdagh                |
| Julia Ghysels             | Djouffe                          |
| Chris Thys                | mevr. Van Roy                    |
| Eddy Vereycken            | Gustaaf d'Arras                  |
| Hans Van Cauwenberghe     | hertog De Bonnefoie              |
| Fabrice Delecluse         | Van de Woestyne                  |
| Olga Leyers               | meid                             |
| Verona Verbakel           | Magdaleine                       |
| Flor Decleir              | Jozef Schiplaeken                |
| Christel Van Schoonwinkel | vrouw in het bos                 |
| Oscar Willems             | Boudewijn De Kezel               |
| Robbie Cleiren            | pelgrim                          |
| Catty Cooreman            | banneling Tarara                 |